# 朱元豪
朱元豪（1990年9月6日—），中国上海人，围棋职业五段棋手。他5岁学棋，2003年入段，2017年6月升为五段。他获2004年全国围棋个人赛男子乙组冠军，2005年第4届西南王战亚军，2009年第16届新人王战亚军。2005年至2012年间代表四川娇子、贵州卫视和上海移动通信等队参加围甲联赛。朱元豪的妻子是同为职业棋手的郑岩二段。

## 国内比赛成绩
2004年全国围棋个人赛男子乙组冠军。2005年第4届西南王战亚军；首届富士通杯U15少年职业围棋赛取得8胜1负，因小分低于周睿羊而获得亚军。2007年首届水岸帝景杯职业围棋公开赛冠军。2008年第7届招商银行杯中连胜李劼、杨一、俞斌、聂卫平进入四强，后负于谢赫；第14届NEC杯连胜刘世振和常昊进入四强，后负于古力。2009年第16届新人王战亚军。

## 国际比赛成绩
2009年第1届BC信用卡杯综合预选赛中连胜韩国棋手孔炳柱、尹炫晰进入本赛，本赛首轮胜全俊鹤进入32强，后负于李昌镐。